# Welyki Dederkaly
Welyki Dederkaly (ukrainisch Великі Дедеркали; russisch Великие Дедеркалы Welikije Dederkaly, polnisch Dederkały Wilkie) ist ein Dorf im Westen der Ukraine mit etwa 1200 Einwohnern.
Welyki Dederkaly liegt etwa 20 Kilometer südlich der ehemaligen Rajonshauptstadt Schumsk und 64 Kilometer nordöstlich der Oblasthauptstadt Ternopil am Ufer des  Flusses Bilija (Вілія).

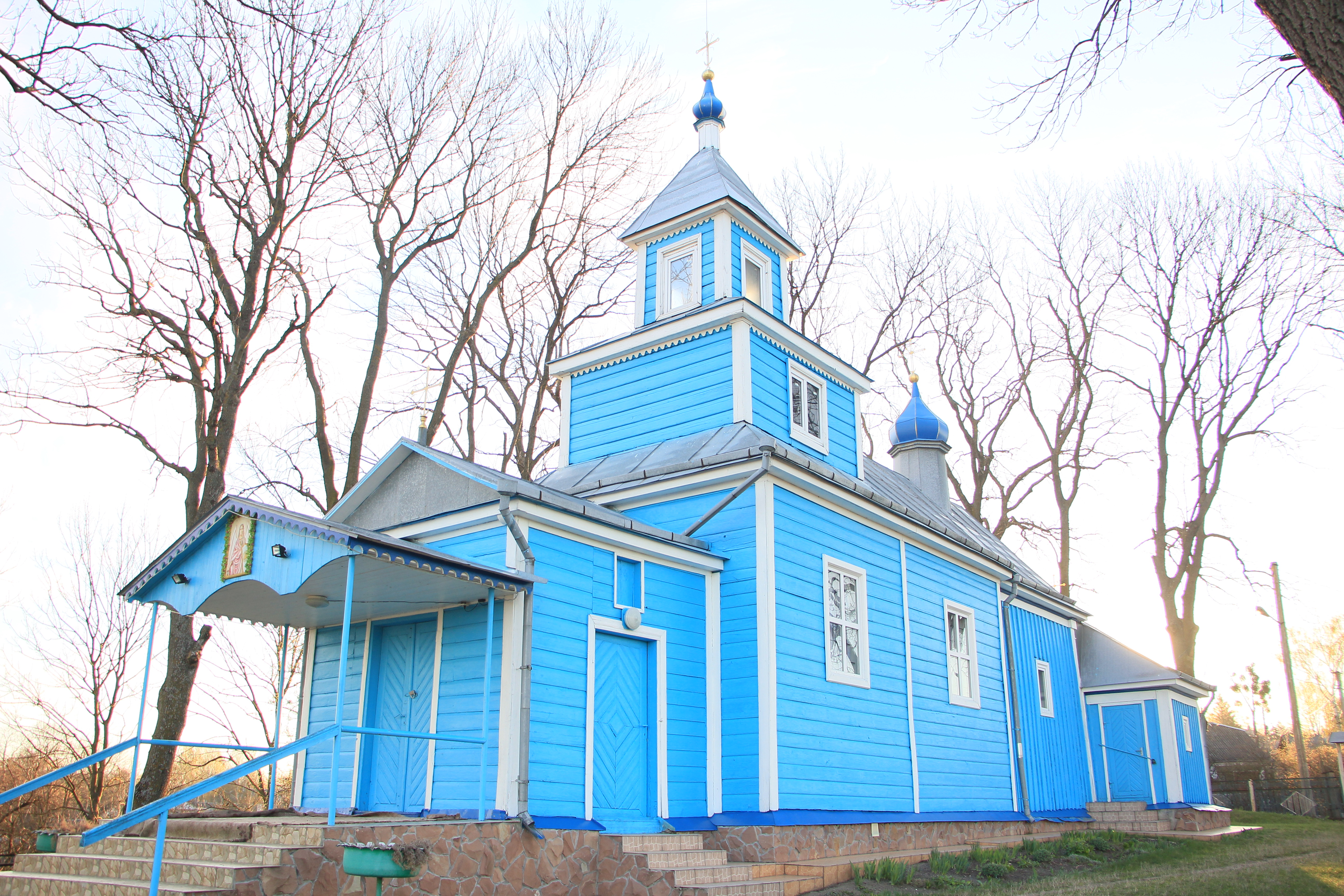
Kirche im Ort

## Geschichte
Der Ort wird 1545 zum ersten Mal schriftlich erwähnt und gehörte dann bis 1793 in der Woiwodschaft Wolhynien zur Adelsrepublik Polen-Litauen. Mit den Teilungen Polens fiel der Ort an das spätere Russische Reich und lag bis zum Ende des Ersten Weltkriegs im Gouvernement Wolhynien.
Nach dem Ersten Weltkrieg kam der Ort zu Polen (in die Woiwodschaft Wolhynien, Powiat Krzemieniec, Gmina Dederkały Wielkie), im Zweiten Weltkrieg wurde er zwischen 1939 und 1941 von der Sowjetunion besetzt. Während dieser Zeit wurde der Ort im Juni 1940 zum Rajonszentrum des gleichnamigen Rajons Welyki Dederkaly (vorher seit Januar 1940 Rajon Katrynburg). Nach dem Überfall auf die Sowjetunion im Juni 1941 wurde er dann bis 1944 von Deutschland besetzt, dies gliederte den Ort in das Reichskommissariat Ukraine in den Generalbezirk Brest-Litowsk/Wolhynien-Podolien, Kreisgebiet Kremianez.
Nach dem Krieg wurde der Ort der Sowjetunion zugeschlagen. Dort kam die Stadt zur Ukrainischen SSR und seit dem Zerfall der Sowjetunion 1991 ist sie ein Teil der unabhängigen Ukraine. 1962 wurde der Rajon Welyki Dederkaly aufgelöst und dem Rajon Schumsk und Laniwzi angeschlossen, seither ist der Ort ein einfaches Dorf.

## Verwaltungsgliederung
Am 14. September 2016 wurde das Dorf zum Zentrum der neugegründeten Landgemeinde Welyki Dederkaly (Великодедеркальська сільська громада Welykodederkalska silska hromada). Zu dieser zählen auch noch die 6 Dörfer Mali Dederkaly, Misojurynzi, Radoschiwka, Sadky, Schkrobotiwka und Wowkiwzi, bis dahin bildete es zusammen mit den Dörfern Mali Dederkaly und Wowkiwzi die gleichnamige Landratsgemeinde Welyki Dederkaly (Великодедеркальська silska рада/Welykodederkalska silska rada) im Südosten des Rajons Schumsk.
Am 12. Juni 2020 kamen noch weitere 6 in der untenstehenden Tabelle aufgelistetenen Dörfer zum Gemeindegebiet.
Seit dem 17. Juli 2020 ist sie ein Teil des Rajons Kremenez.
Folgende Orte sind neben dem Hauptort Welyki Dederkaly Teil der Gemeinde:
| Name                     | Name           | Name                               | Name            | Name |
| ukrainisch transkribiert | ukrainisch     | russisch                           | polnisch        |      |
| ------------------------ | -------------- | ---------------------------------- | --------------- | ---- |
| Hrynkiwzi                | Гриньківці     | Гриньковцы (Hrinkowzy)             | Hryńkowce       |      |
| Mali Dederkaly           | Малі Дедеркали | Малые Дедеркалы (Malyje Dederkaly) | Dederkały Małe  |      |
| Mali Sahajzi             | Малі Загайці   | Малые Загайцы (Malyje Sagaizy)     | Zahajce Małe    |      |
| Matwijiwzi               | Матвіївці      | Матвеевцы (Matejewzy)              | Matwijowce      |      |
| Misjurynzi               | Мізюринці      | Мизюринцы (Misjurinzy)             | Miziuryńce      |      |
| Radoschiwka              | Радошівка      | Радошовка (Radoschowka)            | Radoszówka      |      |
| Sadky                    | Садки          | Садки (Sadki)                      | Sadki           |      |
| Schkrobotiwka            | Шкроботівка    | Шкроботовка (Schkrobotowka)        | Szkrobotówka    |      |
| Temnohajzi               | Темногайці     | Темногайцы (Temnogaizy)            | Temnohajce      |      |
| Tury                     | Тури           | Туры                               | Tury            |      |
| Welyki Sahajzi           | Великі Загайці | Великие Загайцы (Welikije Sagaizy) | Zahajce Wielkie |      |
| Wowkiwzi                 | Вовківці       | Волковцы (Wolkowzy)                | Wołkowce        |      |

## Persönlichkeiten
- Hugo Kołłątaj (1750–1812), polnischer Politiker